# بیرشتادت
بیرشتادت (به آلمانی: Wiesbaden-Bierstadt) یک منطقهٔ مسکونی در آلمان است که در ویسبادن واقع شده‌است. بیرشتادت ۱۲٬۳۰۴ نفر جمعیت دارد.